# Catherine Tramell
Catherine Tramell es un personaje ficticio de las películas Basic Instinct y su secuela Basic Instinct 2, interpretado por Sharon Stone. Es graduada en literatura y psicología, escritora y asesina en serie.

## Historia ficticia
Catherine Tramell es una asesina en serie cuyas primeras víctimas fueron sus padres, asesinados en un accidente de tránsito que ella preparó, tras lo cual escribió su primer libro sobre un niño que mata a sus padres. Similares novelas siguieron describiendo sus asesinatos, incluyendo años antes, la de su novio formal, un músico de rock llamado Johnny Boz. Esto llama la atención del detective Nick Curran (Michael Douglas), pero afortunadamente para ella, logra seducirlo. Curran descubre que su nuevo amor Tramell fue amante lésbica de la psiquiatra Beth Garner, su exnovia, generando una especie de triángulo amoroso. 
En la secuela, Tramell aparentemente mató ya a Curran y comienza a seducir a Michael Gass, el psiquiatra encargado de determinar su culpabilidad al ser sospechosa de matar a su novio, un jugador de fútbol. Aparentemente es violada durante la segunda película aunque pudo ser una farsa para afectar la mente de Gass, quien presencia el acto y que estaba enamorado de ella. 
- Datos: Q2742701